# Эллиптическая хеш-функция
Алгоритм эллиптической хеш-функции(ECOH) был представлен в качестве кандидата на SHA-3 в конкурсе хеш-функций NIST. Однако он был отклонен в начале конкурса, так как была обнаружена вторая предварительная атака.
ECOH основан на алгоритме хеширования MuHASH, который ещё не был успешно атакован. Основное различие заключается в том, что там, где MuHASH применяет случайного оракула, ECOH применяет функцию заполнения.
ECOH не использует случайных оракулов, и его безопасность не связана напрямую с проблемой дискретного логарифма, но она по-прежнему основана на математических функциях. ECOH связан с задачей Семаева о нахождении решений низкой степени полиномов суммирования над бинарным полем, называемой задачей полинома суммирования. Эффективный алгоритм решения этой проблемы до сих пор не существует. Хотя не была доказано, что задача NP-полная, предполагается, что такого алгоритма не существует. При определенных предположениях нахождение коллизии в ECOH может также рассматриваться как экземпляр задачи о сумме подмножеств. Помимо решения задачи суммирования полиномов, существует ещё один способ, как найти вторые предварительные образы и, следовательно, коллизии, обобщенная атака дня рождения Вагнера.
ECOH является хорошим примером хеш-функции, которая основана на математических функциях (с доказуемым подходом к безопасности), а не на перемешивании и арифметических операциях над битами для получения хеша.

## Алгоритм
Дано {\displaystyle n}, ECOH-{\displaystyle m} делит сообщение {\displaystyle M} на {\displaystyle n} блоков {\displaystyle M_{0}...M_{n-1}} длиной {\displaystyle blen}. Если последний блок неполный, он выравнивается одной единицей и затем подходящим числом нулей. {\displaystyle O_{i}} вычисляется для каждого блока с помощью конкатенации блока и {\displaystyle I_{i}} {\displaystyle ilen}-битного представлением индекса сообщения {\displaystyle i}. {\displaystyle x_{i}} вычисляется с помощью двух концентраций и XOR с битовой строкой {\displaystyle C_{i}}, представляющей битовое представление наименьшего неотрицательного числа длиной {\displaystyle clen}, представляющего x координату точки эллиптической кривой. Затем каждой {\displaystyle x_{i}} ставится в соответствие точка эллиптической кривой {\displaystyle P_{i}} с координатой {\displaystyle x_{i}}. Каждый блок преобразуется в точку эллиптической кривой {\displaystyle P_{i}} и эти точки складываются.
{\displaystyle O_{i}=M_{i}\parallel I_{i}}
{\displaystyle x_{i}:=(0^{m-(blen+ilen+clen)}\parallel O_{i}\parallel 0^{64})\oplus C_{i}}
{\displaystyle P_{i}:=P(x_{i},y_{i})}
{\displaystyle Q:=\textstyle \sum _{i=0}^{n-1}P_{i}\displaystyle }
{\displaystyle R:=f(Q)}
{\displaystyle Q} складывает все точки эллиптической кривой. Наконец, результат передаётся через выходную функцию преобразования {\displaystyle f=\lfloor x(Q+\lfloor x(Q)/2\rfloor G)/2\rfloor \ mod\ 2^{N}}, где {\displaystyle N} выходной размер функции, а {\displaystyle G} фиксированная для кривой точка-генератор, чтобы получить результат {\displaystyle R}. подробнее об этом алгоритме см. В разделе «ECOH: Эллиптическая хеш функция».

### Примеры
Было предложено четыре алгоритма ECOH, ECOH-224, ECOH-256, ECOH-384 и ECOH-512. Это число соответствует выходному размеру. Они отличаются по длине параметров, размеру блока и используемой эллиптической кривой. Первые два используют эллиптическую кривую B-283: {\displaystyle X^{283}+X^{12}+X^{7}+X^{5}+1}, с параметрами (128, 64, 64). ECOH-384 использует кривую B-409: {\displaystyle X^{409}+X^{7}+1}, с параметрами (192, 64, 64). ECOH-512 использует кривую B-571: {\displaystyle X^{571}+X^{10}+X^{5}+X^{2}+1}, с параметрами (256, 128, 128). Он может хешировать сообщения длиной до {\displaystyle 2^{128}} бит.

## Свойства
- Инкрементальность: ECOH сообщение может быть быстро обновлено, учитывая небольшое изменение в сообщении и промежуточное значение в вычислении ECOH.
- Параллелезуемость: это означает, что вычисление {\displaystyle P'_{i}s} может быть выполнено на параллельных системах.
- Скорость: Алгоритм ECOH примерно в тысячу раз медленнее, чем SHA-1. Однако, учитывая развитие настольного оборудования в сторону распараллеливания и умножения без переноса, ECOH может через несколько лет быть таким же быстрым, как SHA-1 для длинных сообщений. Для коротких сообщений ECOH является относительно медленным, если не используются расширенные таблицы.

## Безопасность
Хеш-функции ECOH основаны на конкретных математических функциях. Они были разработаны таким образом, что задача нахождения коллизий должна быть сведена к известной и NP-полной задаче (задача суммы подмножеств). Это означает, что для того чтобы найти коллизию, нужно решить основную математическую задачу, которая считается и неразрешимой за полиномиальное время. Доказано, что функции с этими свойствами безопасны и совершенно уникальны среди остальных хеш-функций. Тем не менее, второй прообраз (и, следовательно, коллизия) был позже найден, потому что предположения, приведённые в доказательстве, были слишком сильными.

### Суммирующий Многочлен Семаева
Одним из способов нахождения коллизий или вторых прообразов является решение многочленов суммирования Семаева. Для данной эллиптической кривой E, существует полиномы {\displaystyle f_{n}} симметричные в {\displaystyle n} переменных и которые исчезают, когда сумма точек, оцененных на абсциссе, равна 0 в {\displaystyle E}. До сих пор эффективного алгоритма для решения этой проблемы не существует, и предполагается, что он труден (но не доказано, что он NP-полный).
Более формально: пусть {\displaystyle F} конечное поле, {\displaystyle E} эллиптическая кривая с уравнением Вейерштрасса, имеющая коэффициенты в {\displaystyle F} и {\displaystyle O} точка бесконечности. Известно, что существует полиномы от многих переменных {\displaystyle f_{n}(X_{1},\ldots ,X_{N})} тогда и только тогда, если они существуют < {\displaystyle y_{1},\ldots ,y_{n}} такие, что {\displaystyle (x_{1},y_{1})+\ldots +(x_{n},y_{n})=O}. Этот многочлен имеет степень {\displaystyle 2^{n-2}} по каждой переменной. Задача состоит в том, чтобы найти этот многочлен.

### Обсуждение доказуемой безопасности
Задача нахождения коллизий в ECOH аналогична задаче суммирования подмножеств. Решение задачи о сумме подмножеств почти так же сложно, как задача о дискретном логарифме. Обычно предполагается, что это невозможно сделать за полиномиальное время. Однако следует учитывать, что координата {\displaystyle x(Q)} может является неслучайной, и иметь определенную структуру. Если учесть это предположение, то нахождение коллизий ECOH можно рассматривать как пример задачи о сумме подмножеств.
Вторая атака прообраза существует в форме обобщенной атаки на день рождения.

### Второй прообраз атаки
Описание атаки: это общий случай атаки Дня Рождения Вагнера. Это требует 2143 времени для ECON-224 и ECON-256, 2206 времени для ECOH-384 и 2287 времени для ECOH-512. Атака устанавливает блок контрольной суммы в фиксированное значение и использует поиск коллизий в точках эллиптической кривой. Для этой атаки у нас есть сообщение M и попробуйте найти M', которое хеширует одно и то же сообщение. Сначала мы разделили длину сообщения на шесть блоков.{\displaystyle M'=(M_{1},M_{2},M_{3},M_{4},M_{5},M_{6})}. Пусть K-натуральное число. Мы выбираем K различных чисел для {\displaystyle (M_{0},M_{1})} и определим {\displaystyle M_{2}} как {\displaystyle M_{2}:=M_{0}+M_{1}}.Мы вычисляем K, соответствующее точкам на эллиптических кривых {\displaystyle P(M_{0},0)+P(M_{1},1)+P(M_{2},2)}и храним их в списке. Затем мы выбираем K различных случайных значений для {\displaystyle (M_{3},M_{4})}, определим {\displaystyle M_{5}:=M_{3}+M_{4}}, вычисляем {\displaystyle Q-X_{1}-X_{2}-P(M_{3},3)-P(M_{4},4)-P(M_{5},5)}, и храним их во втором списке. Обратите внимание, что цель Q известна. {\displaystyle X_{1}} зависит только от длины сообщения, которое мы зафиксировали. {\displaystyle X_{2}} зависит от длины и XOR всех блоков сообщений, но мы выбираем блоки сообщений таким образом, что это всегда равно нулю. Таким образом, {\displaystyle X_{2}} фиксировано для всех наших попыток.
Если K больше квадратного корня из числа точек на эллиптической кривой, то мы ожидаем одну коллизию между двумя списками. Это даёт нам сообщение {\displaystyle (M_{1},M_{2},M_{3},M_{4},M_{5},M_{6})} с {\displaystyle Q=\sum _{i=0}^{5}P(M_{i},i)+X_{1}+X_{2}} Это означает, что это сообщение ведёт к целевому значению Q и, следовательно, ко второму прообразу, о котором шла речь. Рабочая нагрузка, которую мы должны сделать здесь, — это два раза K частичных хеш-вычислений. Для получения дополнительной информации см. «A Second Pre-image Attack Against Elliptic Curve Only Hash (ECOH)».
Фактически параметры:
- ECON-224 и ECOH-256 используют эллиптическую кривую B-283 с приблизительно {\displaystyle 2^{283}} точек на кривой. Мы выбираем {\displaystyle K=2^{142}} и получаем атаку со сложностью {\displaystyle 2^{143}}.
- ECOH-384 использует эллиптическую кривую B-409 с приблизительно {\displaystyle 2^{409}} точек на кривой. Выбрав {\displaystyle K=2^{205}} даёт атаку со сложностью {\displaystyle 2^{206}}.

- ECOH-384 использует эллиптическую кривую B-409 с приблизительно {\displaystyle 2^{571}} точек на кривой. Выбрав {\displaystyle K=2^{286}} даёт атаку со сложностью {\displaystyle 2^{287}}.

## ECOH2
Официальные комментарии по ECOH включали предложение под названием ECOH2, которое удваивает размер эллиптической кривой в попытке остановить вторую атаку прообраза Халкроу-Фергюсона с предсказанием улучшенной или аналогичной производительности.